# Liste des monuments historiques de Cognac
Ce tableau présente la liste de tous les monuments historiques classés ou inscrits dans la ville de Cognac, Charente, en France.

## Liste
| Monument                                            | Adresse                                  | Coordonnées                        | Notice         | Protection | Date | Illustration                                       |
| --------------------------------------------------- | ---------------------------------------- | ---------------------------------- | -------------- | ---------- | ---- | -------------------------------------------------- |
| Château                                             |                                          | 45° 41′ 54″ nord, 0° 19′ 47″ ouest | « PA00104306 » | Inscrit    | 1925 | Château                                            |
| Couvent des Récollets                               | 60 rue d'Angoulême                       | 45° 41′ 40″ nord, 0° 19′ 37″ ouest | « PA00104307 » | Inscrit    | 1951 | Couvent des Récollets                              |
| Dolmen de Séchebec                                  | 41 rue de l'Échassier                    | 45° 41′ 33″ nord, 0° 18′ 35″ ouest | « PA00104308 » | Classé     | 1930 | Dolmen de Séchebec                                 |
| Église Saint-Léger                                  | 53 rue Aristide-Briand                   | 45° 41′ 43″ nord, 0° 19′ 42″ ouest | « PA00104309 » | Classé     | 1883 | Église Saint-Léger                                 |
| Fontaine François Ier                               | Place de la Fontaine                     | 45° 41′ 51″ nord, 0° 19′ 49″ ouest | « PA00104310 » | Inscrit    | 1925 | Fontaine François Ier                              |
| Hôtel Allenet niche Renaissance                     | Rue de l'Isle d'Or Rue des Cordeliers    | 45° 41′ 44″ nord, 0° 19′ 48″ ouest | « PA00104320 » | Inscrit    | 1925 | Hôtel Allenetniche Renaissance                     |
| Hôtel Allenet façades, toitures                     | 32 rue de l'Isle d'Or rue des Cordeliers | 45° 41′ 44″ nord, 0° 19′ 48″ ouest | « PA00104311 » | Inscrit    | 1973 | Hôtel Allenetfaçades, toitures                     |
| Hôtel Brunet du Boccage                             | 4 rue Saulnier                           | 45° 41′ 45″ nord, 0° 19′ 53″ ouest | « PA00104312 » | Classé     | 1973 | Hôtel Brunet du Boccage                            |
| Hôtel Duplessis                                     | 12 rue du Plessis 2bis rue Saint-Martin  | 45° 41′ 46″ nord, 0° 19′ 43″ ouest | « PA00104313 » | Inscrit    | 1973 | Hôtel Duplessis                                    |
| Hôtel de l'Esclopart                                | 3 rue Henri-Germain                      | 45° 41′ 43″ nord, 0° 19′ 47″ ouest | « PA00104314 » | Inscrit    | 1973 | Hôtel de l'Esclopart                               |
| Hôtel de la Gabelle                                 | 6 rue Saulnier                           | 45° 41′ 45″ nord, 0° 19′ 53″ ouest | « PA00104315 » | Inscrit    | 1973 | Hôtel de la Gabelle                                |
| Hôtel de Rabayne ou de la Salamandre                | 14 rue Magdeleine                        | 45° 41′ 47″ nord, 0° 19′ 47″ ouest | « PA00104319 » | Inscrit    | 1925 | Hôtel de Rabayneou de la Salamandre                |
| Hôtel Verdelin                                      | 35 à 39 rue de l'Isle-d'Or               | 45° 41′ 44″ nord, 0° 19′ 50″ ouest | « PA16000039 » | Classé     | 2008 | Hôtel Verdelin                                     |
| Immeuble                                            | 9 place de l'Ancienne-Halle              | 45° 41′ 49″ nord, 0° 19′ 46″ ouest | « PA00104316 » | Inscrit    | 1973 | Immeuble                                           |
| Immeuble                                            | 31 rue de l'Isle-d'Or                    | 45° 41′ 44″ nord, 0° 19′ 49″ ouest | « PA00104318 » | Inscrit    | 1973 | Immeuble                                           |
| Jardin public pavillon gothique                     | Boulevard Denfert-Rochereau              | 45° 41′ 45″ nord, 0° 19′ 32″ ouest | « PA00104321 » | Inscrit    | 1944 | Jardin publicpavillon gothique                     |
| Maison de la Lieutenance ou Maison Lestrade         | Rue Grande                               | 45° 41′ 46″ nord, 0° 19′ 45″ ouest | « PA00104317 » | Classé     | 1933 | Maison de la Lieutenanceou Maison Lestrade         |
| Maison Martell                                      | 7 place Édouard-Martell                  | 45° 41′ 33″ nord, 0° 19′ 47″ ouest | « PA00135582 » | Inscrit    | 1995 | Maison Martell                                     |
| Porte et tours du Vieux-Port ou Porte Saint-Jacques | Vieux Port                               | 45° 41′ 53″ nord, 0° 19′ 51″ ouest | « PA00104322 » | Inscrit    | 1925 | Porte et tours du Vieux-Portou Porte Saint-Jacques |
| Prieuré Saint-Léger                                 | 10 rue du Minage                         | 45° 41′ 42″ nord, 0° 19′ 43″ ouest | « PA00104323 » | Inscrit    | 1983 | Prieuré Saint-Léger                                |
| Temple protestant                                   | 9 rue du temple                          | 45° 41′ 37″ nord, 0° 19′ 49″ ouest | « IA00052880 » | Inscrit    | 1987 | Temple protestant                                  |